# Championnats du monde juniors d'athlétisme 2008
Navigation
Édition précédente Édition suivante
Les 12es Championnats du monde juniors d'athlétisme ont eu lieu du 8 au 13 juillet 2008 au Stade Zdzisław-Krzyszkowiak de Bydgoszcz en Pologne. Quarante-quatre épreuves figurent au programme (22 masculines et 22 féminines).

## Résultats

### Hommes
| Épreuves          | Or                                                                             | Argent                                                                          | Bronze                                                                                    |
| 100 m             | Dexter Lee Jamaïque 10 s 40                                                    | Wilhelm van der Vyver Afrique du Sud 10 s 42                                    | Terrell Wilks États-Unis 10 s 45                                                          |
| 200 m             | Christophe Lemaitre France 20 s 83                                             | Nickel Ashmeade Jamaïque 20 s 84                                                | Robert Hering Allemagne 20 s 96                                                           |
| 400 m             | Marcus Boyd États-Unis 45 s 53                                                 | Kirani James Grenade 45 s 70                                                    | O'Neal Wilder États-Unis 45 s 76                                                          |
| 800 m             | Abubaker Kaki Soudan 1 min 45 s 60                                             | Geoffrey Kibet Kenya 1 min 46 s 23                                              | André Olivier Afrique du Sud 1 min 47 s 57                                                |
| 1 500 m           | Imad Touil Algérie 3 min 47 s 40                                               | James Magut Kenya 3 min 47 s 51                                                 | Demma Daba Éthiopie 3 min 47 s 65                                                         |
| 5 000 m           | Abreham Cherkos Éthiopie 13 min 08 s 57 (RC)                                   | Mathew Kisorio Kenya 13 min 11 s 57                                             | Dejen Gebremeskel Éthiopie 13 min 11 s 97                                                 |
| 10 000 m          | Josphat Bett Kenya 27 min 30 s 85 (RC)                                         | Titus Mbishei Kenya 27 min 31 s 65                                              | Ibrahim Jeilan Éthiopie 28 min 07 s 98                                                    |
| 110 m haies       | Konstantin Shabanov Russie 13 s 27                                             | Booker Nunley États-Unis 13 s 45                                                | Keiron Stewart Jamaïque 13 s 51                                                           |
| 400 m haies       | Jeshua Anderson États-Unis 48 s 68                                             | Johnny Dutch États-Unis 49 s 25                                                 | Amaurys R. Valle Cuba 49 s 56                                                             |
| 3 000 m steeple   | Jonathan Ndiku Kenya 8 min 17 s 28                                             | Benjamin Kiplagat Ouganda 8 min 19 s 24                                         | Patrick Terer Kenya 8 min 25 s 14                                                         |
| 10 km marche      | Stanislav Emelyanov Russie 39 min 35 s 01 (RC)                                 | Chen Ding Chine 39 min 47 s 20                                                  | Lluís Torlá Espagne 40 min 29 s 57                                                        |
| 4 × 100 m         | États-Unis Dante Sales Antonio Sales Marquise Goodwin Terrell Wilks 38 s 98    | Jamaïque Oshane Bailey Dexter Lee Nickel Ashmeade Yohan Blake 39 s 25           | Afrique du Sud Johannes Mosala Roscoe Engel Patrick Vosloo Wilhelm van der Vyver 39 s 70  |
| 4 × 400 m         | États-Unis Marcus Boyd Bryan Miller O'Neal Wilder Jeshua Anderson 3 min 3 s 86 | Royaume-Uni Louis Persent Robert Davis Nigel Levine Jordan McGrath 3 min 5 s 82 | Allemagne Niklas Zender Alexander Juretzko Marc-John Dombrowski Pascal Nabow 3 min 6 s 47 |
| Saut en hauteur   | Bohdan Bondarenko Ukraine 2,26 m                                               | Sylwester Bednarek Pologne 2,24 m                                               | Miguel Ángel Sancho Espagne 2,21 m                                                        |
| Triple saut       | Teddy Tamgho France 17,33 m                                                    | Osviel Hernández Cuba 16,90 m                                                   | Mohamed Youssef Al-Sahabi Bahreïn 16,59 m                                                 |
| Saut en longueur  | Marquise Goodwin États-Unis 7,74 m                                             | Dzmitry Astrouski Biélorussie 7,64 m                                            | Eusebio Cáceres Espagne 7,59 m                                                            |
| Saut à la perche  | Raphael Holzdeppe Allemagne 5,50 m                                             | Pawel Wojciechowski Pologne 5,40 m                                              | Karsten Dilla Allemagne 5,30 m                                                            |
| Lancer du poids   | David Storl Allemagne 21,08 m                                                  | Aleksandr Bulanov Russie 20,14 m                                                | Marin Premeru Croatie 19,93 m                                                             |
| Lancer du disque  | Gordon Wolf Allemagne 62,00 m                                                  | Marin Premeru Croatie 61,85 m                                                   | Mykyta Nesterenko Ukraine 61,01 m                                                         |
| Lancer du marteau | Walter Henning États-Unis 76,92 m                                              | Conor McCullough États-Unis 75,88 m                                             | Aleh Dubitski Biélorussie 75,42 m                                                         |
| Lancer du javelot | Robert Szpak Pologne 78,01 m                                                   | Ihab Al Sayed Abdelrahman Égypte 76,20 m                                        | Ansis Bruns Lettonie 75,31 m                                                              |
| Décathlon         | Jan Felix Knobel Allemagne 7 896 points                                        | Eduard Mihan Biélorussie 7 894 points                                           | Mihail Dudaš Serbie 7 663 points                                                          |

### Femmes
| Épreuves          | Or                                                                                     | Argent                                                                                 | Bronze                                                                                     |
| 100 m             | Jeneba Tarmoh États-Unis 11 s 37                                                       | Ashlee Nelson Royaume-Uni 11 s 49                                                      | Sheniqua Ferguson Bahamas 11 s 52                                                          |
| 200 m             | Sheniqua Ferguson Bahamas 23 s 24                                                      | Meritzer Williams Saint-Christophe-et-Niévès 23 s 40                                   | Janelle Redhead Grenade 23 s 52                                                            |
| 400 m             | Folashade Abugan Nigeria 51 s 84                                                       | Jessica Beard États-Unis 52 s 09                                                       | Susana A s Clement Cuba 52 s 36                                                            |
| 800 m             | Elena Mirela Lavric Roumanie 2 min 00 s 06 (RC)                                        | Merve Aydın Turquie 2 min 00 s 92                                                      | Machteld Anna Mulder Pays-Bas 2 min 02 s 05                                                |
| 1 500 m           | Stephanie Twell Royaume-Uni 4 min 15 s 09                                              | Kalkidan Gezahegne Éthiopie 4 min 16 s 58                                              | Emma Pallant Royaume-Uni 4 min 17 s 06                                                     |
| 3 000 m           | Mercy Cherono Kenya 8 min 58 s 07                                                      | Bizunesh Urgesa Éthiopie 8 min 58 s 90                                                 | Frethiwat Goshu Éthiopie 9 min 03 s 76                                                     |
| 5 000 m           | Sule Utura Éthiopie 16 min 15 s 59                                                     | Genzebe Dibaba Éthiopie 16 min 16 s 75                                                 | Nelly Chebet Kenya 16 min 17 s 96                                                          |
| 100 m haies       | Teona Rodgers États-Unis 13 s 40                                                       | Shermaine Williams Jamaïque 13 s 48                                                    | Belkis Milanés Cuba 13 s 49                                                                |
| 400 m haies       | Takecia Jameson États-Unis 56 s 29                                                     | Janeil Bellille Trinité-et-Tobago 56 s 84                                              | Meghan Beesley Royaume-Uni 57 s 08                                                         |
| 3 000 m steeple   | Christine Kambua Muyanga Kenya 9 min 31 s 35 (RC)                                      | Elizabeth Mueni Kenya 9 min 36 s 50                                                    | Korahubish Itaa Éthiopie 9 min 37 s 81                                                     |
| 4 × 100 m         | États-Unis Jeneba Tarmoh Shayla Mahan Gabrielle Glenn Tiffany Townsend 43 s 66         | Jamaïque Shawna Anderson Kaycea Jones Gayon Evans Jura Levy 43 s 98                    | Brésil Barbara de Oliveira Bárbara Leoncio Luana Correa Rosângela Santos 44 s 61           |
| 4 × 400 m         | États-Unis Lanie Whittaker Jessica Beard Erica Alexander Takecia Jameson 3 min 30 s 19 | Ukraine Olha Zemlyak Yuliya Krasnoshchok Hanna Yaroshchuk Yuliya Baraley 3 min 34 s 20 | Australie Brittney McGlone Trychelle Kingdom Olivia Tauro Angeline Blackburn 3 min 34 s 23 |
| 10 km marche      | Tatyana Mineeva Russie 43 min 24 s 72 (RC)                                             | Elmira Alembekova Russie 43 min 45 s 16                                                | Li Yanfei Chine 44 min 24 s 10                                                             |
| Saut en longueur  | Ivana Španovic Serbie 6,61 m                                                           | Nastassia Mironchyk Biélorussie 6,46 m                                                 | Dailenys Alcántara Cuba 6,41 m                                                             |
| Saut en hauteur   | Kimberly Jess Allemagne 1,86 m                                                         | Mirela Demireva Bulgarie 1,86 m                                                        | Lesyani Mayor Cuba Hannelore Desmet Belgique 1,86 m                                        |
| Triple saut       | Dailenys Alcántara Cuba 14,25 m                                                        | Josleidy Ribalta Cuba 13,85 m                                                          | Paraskeví Papahrístou Grèce 13,74 m                                                        |
| Saut à la perche  | Valeriya Volik Russie 4,40 m (RC)                                                      | Ekaterina Kolesova Russie 4,40 m (RC)                                                  | Ekateríni Stefanídi Grèce 4,25 m                                                           |
| Lancer du poids   | Natalia Ducó Chili 17,23 m                                                             | Melissa Boekelman Pays-Bas 16,60 m                                                     | Ma Qiao Chine 16,55 m                                                                      |
| Lancer du disque  | Xi Shangxue Chine 54,96 m                                                              | Julia Fischer Allemagne 54,69 m                                                        | Sandra Perković Croatie 54,24 m                                                            |
| Lancer du javelot | Vira Rebryk Ukraine 63,01 m (RMJ)                                                      | Li Lingwei Chine 59,25 m                                                               | Tatjana Jelača Serbie 58,77 m                                                              |
| Lancer du marteau | Bianca Perie Roumanie 67,95 m (RC)                                                     | Katerina Šafránková Tchéquie 63,13 m                                                   | Jenny Ozorai Hongrie 60,80 m                                                               |
| Heptathlon        | Carolin Schäfer Allemagne 5 833 points                                                 | Yana Maksimava Biélorussie 5 766 points                                                | Grit Šadeiko Estonie 5 765 points                                                          |

## Tableau des médailles
| Rang  | Nation                     | Or | Argent | Bronze | Total |
| ----- | -------------------------- | -- | ------ | ------ | ----- |
| 1     | États-Unis                 | 11 | 4      | 2      | 17    |
| 2     | Allemagne                  | 6  | 1      | 3      | 10    |
| 3     | Kenya                      | 4  | 5      | 2      | 11    |
| 4     | Russie                     | 4  | 3      | 0      | 7     |
| 5     | Éthiopie                   | 2  | 3      | 5      | 10    |
| 6     | Ukraine                    | 2  | 1      | 1      | 4     |
| 7     | France                     | 2  | 0      | 0      | 2     |
| 7     | Roumanie                   | 2  | 0      | 0      | 2     |
| 9     | Jamaïque                   | 1  | 4      | 1      | 6     |
| 10    | Cuba                       | 1  | 2      | 5      | 8     |
| 11    | Royaume-Uni                | 1  | 2      | 2      | 5     |
| 11    | Chine                      | 1  | 2      | 2      | 5     |
| 13    | Pologne                    | 1  | 2      | 0      | 3     |
| 14    | Serbie                     | 1  | 0      | 2      | 3     |
| 15    | Bahamas                    | 1  | 0      | 1      | 2     |
| 16    | Algérie                    | 1  | 0      | 0      | 1     |
| 16    | Chili                      | 1  | 0      | 0      | 1     |
| 16    | Nigeria                    | 1  | 0      | 0      | 1     |
| 16    | Soudan                     | 1  | 0      | 0      | 1     |
| 20    | Biélorussie                | 0  | 4      | 1      | 5     |
| 21    | Croatie                    | 0  | 1      | 2      | 3     |
| 21    | Afrique du Sud             | 0  | 1      | 2      | 3     |
| 23    | Grenade                    | 0  | 1      | 1      | 2     |
| 23    | Pays-Bas                   | 0  | 1      | 1      | 2     |
| 25    | Bulgarie                   | 0  | 1      | 0      | 1     |
| 25    | Tchéquie                   | 0  | 1      | 0      | 1     |
| 25    | Égypte                     | 0  | 1      | 0      | 1     |
| 25    | Saint-Christophe-et-Niévès | 0  | 1      | 0      | 1     |
| 25    | Trinité-et-Tobago          | 0  | 1      | 0      | 1     |
| 25    | Turquie                    | 0  | 1      | 0      | 1     |
| 25    | Ouganda                    | 0  | 1      | 0      | 1     |
| 32    | Espagne                    | 0  | 0      | 3      | 3     |
| 33    | Grèce                      | 0  | 0      | 2      | 2     |
| 34    | Australie                  | 0  | 0      | 1      | 1     |
| 34    | Bahreïn                    | 0  | 0      | 1      | 1     |
| 34    | Belgique                   | 0  | 0      | 1      | 1     |
| 34    | Brésil                     | 0  | 0      | 1      | 1     |
| 34    | Estonie                    | 0  | 0      | 1      | 1     |
| 34    | Hongrie                    | 0  | 0      | 1      | 1     |
| 34    | Lettonie                   | 0  | 0      | 1      | 1     |
| Total | Total                      | 44 | 44     | 45     | 133   |